# Frères Dalton (Lucky Luke)
Pour les articles homonymes, voir Dalton.
Ne doit pas être confondu avec les frères Dalton historiques.
Pour le personnage de MacGyver, voir Jack Dalton.
« Joe Dalton » redirige ici. Pour le rappeur franco-centrafricain, voir Jo Dalton.
 (janvier 2012).
Si vous disposez d'ouvrages ou d'articles de référence ou si vous connaissez des sites web de qualité traitant du thème abordé ici, merci de compléter l'article en donnant les références utiles à sa vérifiabilité et en les liant à la section « Notes et références ».
Joe, William, Jack et Averell Dalton, dits les frères Dalton, sont les antagonistes principaux de l'univers de Lucky Luke, créés par le dessinateur belge Morris et le scénariste français René Goscinny. Ce sont des cousins fictifs des véritables frères Dalton. Adversaires récurrents de Lucky Luke dans la bande dessinée d'origine, ils apparaissent dans ses diverses adaptations en dessin animé et sont également les protagonistes d'un film, Les Dalton.

## Personnages
Morris déclare avoir trouvé cette idée dans un rêve, et affirme :

« Ce qui m'avait séduit dans le film de George Marshall, Les Daltons arrivent, c'est qu'il s'agissait de quatre frères unis pour la défense de très mauvaises causes. Ils ont réellement existé, mais, bien sûr, ils n'étaient ni jumeaux, ni de taille échelonnée. Ils étaient les cousins des frères Younger qu'ils entendaient dépasser en cruauté. En fait, c'étaient de vrais imbéciles, ils préparaient minutieusement des attaques qui leur rapportaient des butins de rien du tout. Quand j'étais à New York, je me suis très bien documenté à leur sujet. Les faire mourir à la fin de Hors-la-loi fut une grosse gaffe de ma part. J'ai reçu beaucoup de lettres de lecteurs qui trouvaient ces personnages très amusants et souhaitaient que je les remette en scène. J'ai créé les cousins, encore plus bêtes, ayant constaté que la bêtise et la méchanceté mises ensemble donnent lieu à des gags très drôles. »

En 1977, Goscinny écrit dans le dossier de presse du film La Ballade des Dalton (cité dans le Dictionnaire Goscinny p. 690) :

« Aussi, quand Morris, ayant tué les premiers Dalton qu'il avait créés, m'a demandé de les ressusciter d'une façon ou d'une autre, c'est avec enthousiasme que j'ai inventé les Cousins Dalton, les quatre chevaliers de la bêtise : Joe, William, Jack et Averell ; et quand je dis "éléments moteurs", cela ne veut pas dire qu'ils vont de l'avant. Ils errent plutôt dans toutes les directions, sauf la bonne.(…)
En tout cas, il y a, pour nous, deux mystères en ce qui concerne les Dalton. D'abord, bien qu'affichant peu ou prou de sentiments humains, ils ont un sens de la famille indéfectible.(...) L'autre énigme, qui nous ravit celle-là, c'est que nos quatre affreux bonshommes sont sympathiques et que nos lecteurs les adorent. »

## Les Dalton originels
Les quatre frères Dalton, portant leurs véritables noms (Bob, Grat, Bill et Emmett), apparaissent dans l'album Hors-la-loi. De manière assez inhabituelle pour un épisode de Lucky Luke, et conformément à la vérité historique, ils meurent à la fin de l'épisode, qui s'achève sur la vision de leurs tombes. Les quatre frères Dalton sont néanmoins présentés comme ayant tous péri lors de leur dernier hold-up. Dans la réalité, Emmett survécut à la fusillade et Bill, qui participait à une autre bande, fut tué nettement plus tard. Trois cases qui montraient de manière explicite la mort de Bob Dalton (tué d'une balle dans la tête) furent censurées pour la sortie en album.
Les lecteurs ayant apprécié le physique que Morris avait imaginé pour les Dalton, le nouveau scénariste de la série – Goscinny – imagine de faire intervenir leurs cousins et sosies. Après une brève apparition dans Lucky Luke contre Joss Jamon, ils sont les vedettes à part entière de l'album suivant, Les Cousins Dalton. Ces Dalton fictifs, bêtes tous les quatre à des degrés divers, s'avèrent, contrairement à leurs cousins, des bandits au départ relativement inoffensifs, mais bien vite terriblement redoutés des populations (la seule évocation de leur venue provoque invariablement la panique). Ils deviennent des personnages récurrents des aventures de Lucky Luke, auquel ils tentent occasionnellement à prendre la vedette. Graphiquement, ils diffèrent des « vrais » frères par la forme de leur moustache. Outre l'apparence physique, les deux fratries de la famille Dalton ont pour point commun d'être dirigées par le plus petit d'entre eux (Bob pour les Dalton d'origine, Joe pour les cousins).

## Frères

### Joe Dalton

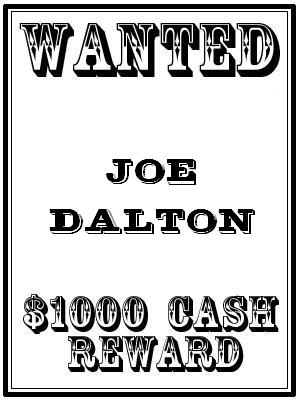
Affiche fictive proposant une rançon pour la capture de Joe Dalton.

Le plus âgé, petit (4 pieds et 7 pouces de haut = 1,40 m dans la série d'animation de 2009), méchant et (relativement) intelligent. Il hait viscéralement Lucky Luke et ferait n'importe quoi pour le descendre (la simple mention de son nom le fait toujours sortir de ses gonds et sa réplique fétiche est : « Je hais Lucky Luke ! Je hais Lucky Luke ! »). Mais, soit le cow-boy est particulièrement chanceux, soit le meurtre ne fait pas partie des pratiques de ces cousins Dalton, Joe aura maintes occasions d'assouvir sa haine mais suspendra à chaque fois son geste pour un motif défendable. Les deux hommes, parfois, ont même des discussions quasi fraternelles. Joe déteste aussi Rantanplan. Il a souvent des démêlés avec son frère Averell. Il lui arrive parfois de se battre avec les gardes de la prison, ainsi qu'avec n'importe qui.
L'épisode Ma Dalton offre à Joe une dimension : le sentiment. Le rapport avec sa mère, conflictuel, est à base d'un amour profond de part et d'autre et cela même si Ma semble chérir son grand dernier, Averell. Sa confession, tardive, à Joe est surprenante : « Tu es celui qui ressemble le plus à ton pauvre père, c'est pour ça que j'ai toujours eu un faible pour toi. »
Dans Cavalier seul, il est montré que Joe a cependant un trait d’honnêteté : il devient malade en voyant que de l'argent qu'il n'a pas volé a été mélangé au fruit de ses cambriolages. Cela montre que même s'il est un hors-la-loi il ne supporte pas le fait d’accaparer de l'argent qu'il n'a pas volé lui-même. On voit aussi dans cet album une autre confession de Ma Dalton sur sa préférence envers son aîné.
Dans le tome La corde au cou où les Dalton sont condamnés à être pendus, leur salut viendra d'un article de la loi disant qu'un mariage à vie annule une peine de mort. Les quatre frères se marieront et après une cérémonie aussi hasardeuse que douteuse, Joe sera uni à Petite Lune, fille d'Aigle Joyeux, le chef de la tribu des Têtes Plates.
Son avis de recherche dans les albums de Lucky Luke se monte à 5 000 dollars, la prime la plus élevée de sa fratrie.

### William et Jack Dalton

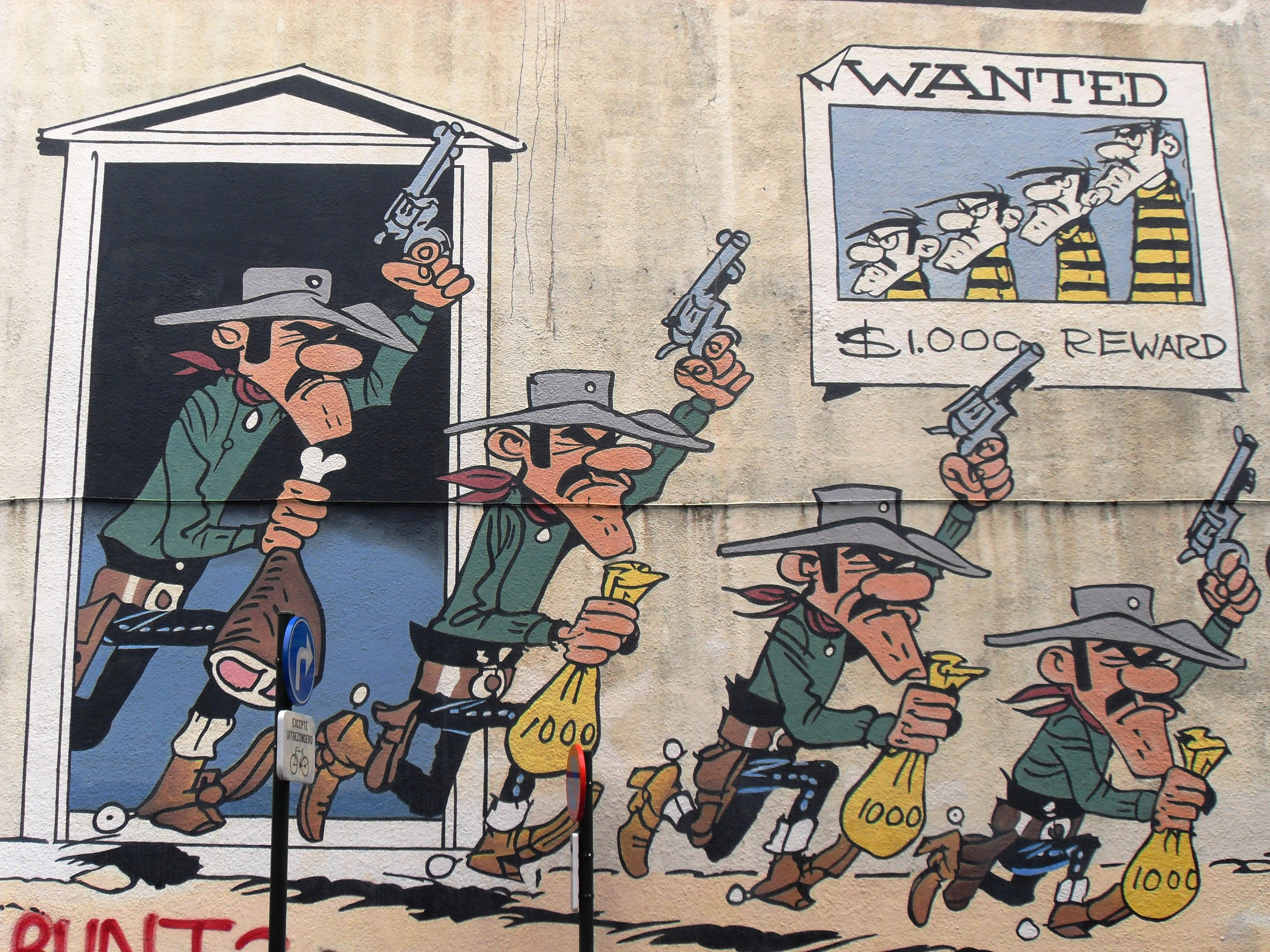
Parcours BD de Bruxelles.

William est généralement le deuxième en ordre de taille (5 pieds et 6 pouces = 1,68 m dans la série d'animation de 2009) et d'âge et Jack le troisième (6 pieds et 4 pouces = 1,93 m également dans la série d'animation de 2009) mais l'ordre s'inverse dans certains albums, voire au cours d'un même album. La confusion figure dès le premier album où ils sont mis à l'honneur : au début des Cousins Dalton, William est le plus petit après Joe, Jack étant le plus grand avant Averell ; à la fin de l'album, l'ordre s'est inversé. Dans Les Cousins Dalton, au gré de leurs tentatives pour abattre Lucky Luke, William est présenté comme un amateur de déguisements et Jack comme un maniaque des armes. Mais ces traits de caractères ne sont pas repris dans les albums suivants, qui ne montrent guère de différences entre leurs personnalités : ces deux frères servent généralement de tampon entre Joe et Averell, ou de simples faire-valoir.
Cependant, leurs personnalités s'étoffent dans certains albums.
William est souvent présenté comme le plus cultivé des Dalton. Il est alors par exemple le seul de la bande qui sache lire. Cependant, ce trait de caractère demande à être nuancé vu que dans d'autres albums il est montré que d'autres membres de la bande (notamment Joe) savent lire, d'où une certaine incohérence. William peut de plus être considéré comme le sous-chef de la bande, prenant la place de Joe quand il est prisonnier de Lucky Luke dans l'album Sur la piste des Dalton ou quand il est malade dans l'épisode « Pour une poignée de Dalton » de la série télévisée. Mais William est parfois aussi présenté comme le deuxième plus idiot de la bande après Averell. En effet, dans l'album L'Héritage de Rantanplan, c'est lui qui joue le rôle de l'imbécile en l'absence de son frère cadet. Enfin, l'album Cavalier seul montre une passion de William pour le jeu, vu qu'il rachète un casino dont les roulettes sont truquées. Dans Lucky Luke contre Joss Jamon, on aperçoit dans la liste des clients de son hôtel, non pas William mais Bill.
Jack est quant à lui de plus en plus présenté comme le pendant réfléchi de Joe. Il est moins méchant et plus posé que son aîné. Il n'est jamais comique à lui tout seul. Il semble avoir un tempérament un peu bougon. L'album Cavalier seul montre que Jack s'intéresse à la politique, puisqu'il se fait élire maire avec la complicité d'un banquier, tout en restant malhonnête. Ils sont un juste milieu entre Joe et Averell. Les deux frères sont également très proches. Dans Les Cousins Dalton, le gang vole une diligence... qui ne transporte que des Bibles. William et Jack en consultent quelques-unes et ce dernier regrette lui et ses frères ne sachent pas lire. Dans Ma Dalton, Jack aide sans succès William à lire la lettre de leur mère, prenant la lettre "B" pour un "G".
Dans l'album La corde au cou, Jack sera marié à Taupe Clairvoyante et William à Vipère Siffleuse.
Leurs avis de recherche dans les albums de Lucky Luke se montent pour William à 4 000 dollars et pour Jack à 3 000 dollars.

### Averell Dalton
Le plus grand (7 pieds = 2,13 m dans la série d'animation de 2009), plus jeune et plus bête des frères Dalton, bien qu'il ait parfois des éclairs de génie[réf. nécessaire]. Au début de leurs péripéties, il est également le plus fort, autant que Lucky Luke (leur première bagarre se termine par un match nul). Il est foncièrement honnête : Lucky Luke a souvent utilisé cette caractéristique contre les frères d'Averell. Il est célèbre pour sa phrase : « Quand est-ce qu'on mange ? » déclamée dans des circonstances parfois loufoques. Il est aussi le fils choyé de Ma Dalton. Par contre, il tire aussi bien au revolver que ses trois frères. Averell est également parfois montré comme le plus chanceux des Dalton. Dans l'album Sur la piste des Dalton, le chien du pénitencier Rantanplan a de l'affection pour lui, qui le lui rend bien, déclarant que c'est la première fois qu'on l'aime et qu'il aime quelque chose qui ne se mange pas..
Bien que dans la plupart des histoires postérieures Averell soit le plus jeune des Dalton, Joe est désigné comme le cadet des frères dans l'album Les cousins Dalton.[Quoi ?]
Dans le tome La Corde au cou, Averell sera le plus chanceux des frères puisqu'il sera marié à Fleur des Prairies, la fille adoptive d'Aigle Joyeux et, de surcroît, la plus belle, douce et agréable des quatre sœurs.
Averell, malgré sa grande bêtise, est également le plus sensible de sa fratrie et révèle un certain talent artistique dans L'Héritage de Rantanplan où il sculpte un savon en revolver plus vrai que nature. Cette prouesse impressionne même son frère Joe, avant que ce dernier ne découvre qu'Averell a utilisé... un vrai revolver comme modèle, et ne lui fasse manger son œuvre.
Son avis de recherche dans les albums de Lucky Luke se monte à 2 dollars, la prime la plus basse de sa fratrie. Dans l'album d'apparition Les Cousins Dalton, il est même « not wanted » (non recherché) dans les premiers affichages les concernant, la prime pour son frère de taille immédiatement inférieure étant « une statuette en plâtre véritable ».
Sa gourmandise le pousse à manger n'importe quoi. Dans Ma Dalton, il prend goût au savon. Dans Tortillas pour les Dalton, alors que son gang se trouve au Mexique, il grignote le bol en terre cuite contenant des frijoles qu'il prend pour une délicieuse croûte. Et dans L'Héritage de Rantanplan, lui et sa bande se réfugient dans le quartier chinois de Virginia City, il mange avec plaisir des longs amuse-gueules et des crêpes, en réalité des baguettes et des serviettes en papier.

## Autres membres de la famille Dalton
- Bob, Grat, Bill et Emmett Dalton : cousins de Joe, William, Jack et Averell. Ils sont inspirés par les véritables frères Dalton et sont les principaux antagonistes de l'album Hors-la-loi. Tués à la fin de l'histoire, Joe et ses frères prennent exemple sur eux pour débuter leur carrière criminelle dans l'album Les Cousins Dalton, gardant des avis de recherches de leur cousins.
L'album Les Tontons Dalton révèle toutefois qu'Emmett a survécu à ses blessures, contrairement à ses frères, et a eu un fils : Emmett Junior[4].

- Ma Dalton : mère de Joe, William, Jack et Averell. Femme autoritaire, elle seule parvient à se faire obéir de Rantanplan. Elle habite une petite maison où elle aurait élevé ses quatre fils, et où elle habite avec son chat Sweetie. Dans l'album Ma Dalton, dont elle est la protagoniste, elle a pour habitude de commettre des hold-up dans les commerces de la ville où elle habite pour se procurer ce dont elle a besoin. Elle ne réalise cependant pas que les commerçants, qui la prennent pour une vieille originale inoffensive, ont décidé, par sympathie pour son grand âge, de se laisser faire sans jamais réclamer justice : de leur côté, les commerçants ne réalisent pas que le pistolet de Ma Dalton est réellement chargé et qu'elle sait très bien s'en servir. Elle a fourni plus d'une fois une lime dans du pain, remise à ses fils en prison (Averell, systématiquement ou presque, essaie de manger ce pain, cassant parfois la lime ou ses dents). Ce pain, plus dur que la lime qui y est contenue, est parfois utilisé comme lime lui aussi. Elle affiche une nette préférence pour son « chouchou » Averell : par exemple, lors des repas, elle sert toujours Averell en premier et lui passe toutes ses maladresses. Mais elle avoue que Joe, malgré son très mauvais caractère, est celui qu'elle chérit le plus.
Dans l'album La Corde au cou, Ma remuera ciel et Terre pour éviter la potence à ses enfants en leur trouvant des épouses, allant des filles du docteur March en passant par Calamity Jane pour finalement trouver un accord avec "Aigle Joyeux", chef de la tribu des "Têtes Plates".
Ma Dalton est probablement la plus dangereuse de toute sa famille. C'est une des plus habiles au revolver, et la seule qui ait réussi à effrayer Lucky Luke, probablement car c'est la seule qui pourrait le battre en habileté et en vitesse.

- Pa Dalton : mari de Ma et père de Joe, William, Jack et Averell. Aux dires de Ma, Joe Dalton est celui qui ressemble le plus à son père. On peut supposer qu'il s'agit du caractère, étant donné la ressemblance naturelle du visage entre les membres de cette famille. Le père Dalton, qui fut un bandit comme ses fils, serait mort le jour où il voulut changer de technique pour ouvrir les coffres-forts en utilisant de la dynamite au lieu de ses outils.

- Jim Dalton : oncle des Dalton. Mentionné une fois par Averell dans l'album La Guérison des Dalton ; sa pendaison aurait donné lieu à un grand repas d'enterrement.

- Marcel Dalton : oncle des Dalton. Seul membre honnête de la famille Dalton, il habite en Suisse où il exerce la profession de banquier. Il est de la même taille qu'Averell, mais ses fonctions dans le monde des finances indiquent qu'il est beaucoup plus intelligent. Il est le frère de Ma Dalton.

- Henry Dalton : oncle des Dalton (créé par Morris et Goscinny pour le film La ballade des Dalton). Tonton Henry, comme le surnomment les Dalton, est mort pendu (ce qui est considéré comme une mort naturelle parmi cette famille de criminels) en laissant une fortune en héritage aux Dalton, pour peu que ceux-ci tuent d'abord tous les membres du jury ainsi que le juge l'ayant condamné. Ils échoueront à cause de Lucky Luke, et l'argent servira à construire un orphelinat, où trônera une statue d'Henry le montrant lors de sa pendaison. Il serait d'une taille similaire à celle de Joe.

- Emmett Junior Dalton : fils de Emmett Dalton (dont ce dernier ignore l'existence). Il apparaît dans l'album Les Tontons Dalton où Averell est désigné pour être son tuteur durant l'absence de sa mère, une danseuse partie en tournée.

- Dick « Dickhead » Dalton : fils d'Henry Dalton. Il apparait dans l'album hommage Wanted Lucky Luke, en tant qu'allié de la bande de Joss Jamon. Il propage une prime fictive sur la tête de Luke dans l'espoir de le faire capturer par Jamon, puis de le livrer à ses cousins pour être admis comme le cinquième Dalton de la bande.

- Bill Dalton : oncle des Dalton. Le côté canon de ce personnage est discutable, puisqu'il n'est mentionné que dans la série d'animation Les Dalton, série ni écrite ni validée par les créateurs. Frère de Ma Dalton qui avait disparu quinze ans auparavant du pénitencier où les Dalton sont emprisonnés dans la série (voir l'épisode Les vacances des Dalton), il est de la même taille que William Dalton. Bill avait volé autrefois une mallette à sa sœur contenant un trésor. On découvre à la fin de l'épisode que c'était une réplique de La Joconde ramenée de Paris par le père des frères Dalton.

- Les Cousines Dalton : quatre sœurs (Ava, Emmette, Jacqueline, Jocelyne), cousines des Dalton et activistes pour les droits des femmes. Leur père, Jason Dalton de Boston, est le demi-frère de Pa Dalton. Physiquement identiques à leurs cousins sauf que la plus intelligente (Jocelyne) est la plus grande. Elles n'apparaissent que dans la série d'animation Les Dalton (dans l'épisode Les cousines Dalton).

- Pépé Dalton : grand-père des Dalton. Il n'est mentionné que dans l'épisode Le testament de Pépé Dalton de la série d'animation Les Dalton. Décédé au début de l'épisode, il lègue un guéridon à son favori, Averell, qui s'avère renfermer son fantôme. Si l'esprit accepte d'utiliser ses pouvoirs de télékinésie pour faire évader son héritier du pénitencier, il refuse d'aider Joe, William et Jack, qui se comportaient en véritables garnements avec lui dans leur enfance.

## Les Dalton dans les adaptations

### Films et séries d'animation
Dans le premier long-métrage d'animation, Lucky Luke (Daisy Town), les voix des quatre frères ont été attribuées à Pierre Trabaud (Joe), Jacques Balutin (William), Jacques Jouanneau (Jack) et Pierre Tornade (Averell). Pour le deuxième long-métrage, La Ballade des Dalton, Jouanneau sera remplacé par Gérard Hernandez. Ces quatre continueront pour Les Dalton en cavale et la première série télévisée de 1984, où Roger Carel remplace toutefois Pierre Trabaud sur une courte apparition de Joe dans Les Collines noires.
Seul Pierre Tornade reprend son rôle d'Averell lors de la deuxième série télévisée, ce dernier cédant toutefois sa place à un autre comédien l'imitant pour la courte apparition du personnage dans l'épisode Fingers. Patrice Baudrier reprend le rôle de Joe et Olivier Hémon celui de Jack. Deux comédiens se partagent William, dont Michel Tugot-Doris.
Dans la série Les Nouvelles Aventures de Lucky Luke, Gérard Surugue interprète Joe et Bernard Alane Averell tandis qu'Éric Legrand se charge aussi bien de William que de Jack. Bernard Alane est aussi Averell dans le long-métrage Tous à l'Ouest, aux côtés de Clovis Cornillac (Joe), Alexis Tomassian (William) et Christophe Lemoine (Jack).
Les Dalton sont les héros de leur propre série télévisée d'animation. Produit par Xilam, les 78 épisodes de 8 minutes sortent à partir d'automne 2010. Bernard Alane reprend encore son rôle d'Averell. Christophe Lemoine assure cette fois Joe (en prenant une voix similaire à celle de Pierre Trabaud) tandis que William et Jack sont repris respectivement par Bruno Flender et Julien Cafaro. Dans cette série, l'ordre des frères est inversé (Jack est plus petit que William) et William reçoit pour une fois un caractère distinct, puisqu'il se met à lire beaucoup et devient nettement le plus savant des quatre. On y trouve également Bill Dalton, un autre frère de Ma Dalton et donc oncle des Dalton.
Dans la série d'animation Kid Lucky, les Dalton n'apparaissent pas.
| Personnage     | Lucky Luke (1971) | La Ballade des Dalton (1978) | Les Dalton en cavale (1983) | Lucky Luke (1983-1984) | Lucky Luke (1991)  | Les Nouvelles Aventures de Lucky Luke (2001-2003) | Tous à l'Ouest (2007) | Les Dalton (2010-2015) |
| -------------- | ----------------- | ---------------------------- | --------------------------- | ---------------------- | ------------------ | ------------------------------------------------- | --------------------- | ---------------------- |
| Joe Dalton     | Pierre Trabaud    | Pierre Trabaud               | Pierre Trabaud              | Pierre Trabaud         | Patrice Baudrier   | Gérard Surugue                                    | Clovis Cornillac      | Christophe Lemoine     |
| William Dalton | Jacques Balutin   | Jacques Balutin              | Jacques Balutin             | Jacques Balutin        | Michel Tugot-Doris | Éric Legrand                                      | Alexis Tomassian      | Julien Cafaro          |
| Jack Dalton    | Jacques Jouanneau | Gérard Hernandez             | Gérard Hernandez            | Gérard Hernandez       | Olivier Hémon      | Éric Legrand                                      | Christophe Lemoine    | Bruno Flender          |
| Averell Dalton | Pierre Tornade    | Pierre Tornade               | Pierre Tornade              | Pierre Tornade         | Pierre Tornade     | Bernard Alane                                     | Bernard Alane         | Bernard Alane          |

### Films et séries en prises de vue réelles
Le premier film d'après les BD était Lucky Luke avec Terence Hill. Il fut suivi par une série télévisée de huit épisodes, durant environ 50 minutes chacune. Dans les deux, les Dalton furent interprétés par : Ron Carey (Joe), Dominic Barto (William), Bo Gray (Jack) et Fritz Sperberg (Averell).
En 2004, le film Les Dalton met en vedette Éric et Ramzy. Le duo comique y tient les rôles de Joe (Éric Judor) et Averell (Ramzy Bedia), tandis que Jack et William sont interprétés respectivement par Saïd Serrari et Romain Berger. À noter que Jack est le plus petit des deux. Le film est centré autour des Dalton, Lucky Luke ne tenant qu'un rôle secondaire.
Dans le film Lucky Luke de James Huth, les Dalton n'apparaissent pas, ils sont juste mentionnés.
| Personnage     | Lucky Luke (1991) | Lucky Luke (1992) | Les Dalton (2004) |
| -------------- | ----------------- | ----------------- | ----------------- |
| Joe Dalton     | Ron Carey         | Ron Carey         | Éric Judor        |
| William Dalton | Dominic Barto     | Dominic Barto     | Romain Berger     |
| Jack Dalton    | Bo Gray           | Bo Gray           | Saïd Serrari      |
| Averell Dalton | Fritz Sperberg    | Fritz Sperberg    | Ramzy Bedia       |